# Chen Tang Jie
Chen Tang Jie (* 5. Januar 1998 in Ipoh) ist ein malaysischer Badmintonspieler.

## Karriere
Chen Tang Jie siegte 2022 im Mixed gemeinsam mit Toh Ee Wei bei den Bangladesh International, den Malaysia International und den Iran Fajr International. 2023 waren beide bei den Orléans Masters und den Taipei Open erfolgreich. Bei den Olympischen Spielen 2024 in Paris wurden beide im  Mixed Fünfte.

## Erfolge

### Südostasienspiele
Mixed
| Jahr | Ort                                     | Partner      | Gegner                     | Ergebnis            | Resultat |
| ---- | --------------------------------------- | ------------ | -------------------------- | ------------------- | -------- |
| 2021 | Bac Giang Gymnasium, Bắc Giang, Vietnam | Peck Yen Wei | Hoo Pang Ron Cheah Yee See | 15–21, 21–19, 21–13 | Gold     |

### Badminton-Juniorenweltmeisterschaft
Mixed
| Jahr | Ort                           | Partner    | Gegner           | Ergebnis     | Resultat |
| ---- | ----------------------------- | ---------- | ---------------- | ------------ | -------- |
| 2016 | Bilbao Arena, Bilbao, Spanien | Toh Ee Wei | He Jiting Du Yue | 14–21, 11–21 | Bronze   |

### BWF World Tour
Mixed
| Jahr | Wettbewerb            | Level             | Partner      | Gegner                                         | Ergebnis            | Resultat |
| ---- | --------------------- | ----------------- | ------------ | ---------------------------------------------- | ------------------- | -------- |
| 2022 | India Open            | Super 500         | Peck Yen Wei | Terry Hee Tan Wei Han                          | 15–21, 18–21        | Finalist |
| 2023 | Orléans Masters       | Super 300         | Toh Ee Wei   | Ye Hong-wei Lee Chia-hsin                      | 21–19, 21–17        | Sieger   |
| 2023 | Chinese Taipei Open   | Super 300         | Toh Ee Wei   | Chiu Hsiang-chieh Lin Xiao-min                 | 21–12, 21–8         | Sieger   |
| 2024 | Thailand Masters      | Super 300         | Toh Ee Wei   | Dechapol Puavaranukroh Sapsiree Taerattanachai | 12–21, 18–21        | Finalist |
| 2024 | Swiss Open            | Super 300         | Toh Ee Wei   | Goh Soon Huat Shevon Jemie Lai                 | 16–21, 13–21        | Finalist |
| 2024 | Korea Open            | Super 500         | Toh Ee Wei   | Guo Xinwa Li Qian                              | 17–21, 21–13, 21–13 | Sieger   |
| 2024 | BWF World Tour Finals | World Tour Finals | Toh Ee Wei   | Zheng Siwei Huang Yaqiong                      | 18–21, 21–14, 17–21 | Finalist |

### BWF International Challenge/Series
Herrendoppel
| Jahr | Wettbewerb             | Partner      | Gegner                    | Ergebnis            | Resultat |
| ---- | ---------------------- | ------------ | ------------------------- | ------------------- | -------- |
| 2017 | Malaysia International | Soh Wooi Yik | Lee Jian Yi Lim Zhen Ting | 22–24, 19–21        | Finalist |
| 2017 | Waikato International  | Soh Wooi Yik | Su Li-wei Ye Hong-wei     | 16–21, 21–17, 19–21 | Finalist |

Mixed
| Jahr | Wettbewerb               | Partner      | Gegner                                | Ergebnis            | Resultat |
| ---- | ------------------------ | ------------ | ------------------------------------- | ------------------- | -------- |
| 2017 | India International      | Goh Liu Ying | Rohan Kapoor Kuhoo Garg               | 21–19, 21–13        | Sieger   |
| 2018 | Malaysia International   | Peck Yen Wei | Andika Ramadiansyah Mychelle Bandaso  | 12–21, 23–21, 21–13 | Sieger   |
| 2022 | Bangladesh International | Toh Ee Wei   | Phatharathorn Nipornram Alisa Sapniti | 21–15, 21–13        | Sieger   |
| 2022 | Malaysia International   | Toh Ee Wei   | Hoo Pang Ron Teoh Mei Xing            | 21–18, 15–21, 19–21 | Finalist |
| 2023 | Iran Fajr International  | Toh Ee Wei   | Hoo Pang Ron Teoh Mei Xing            | 21–19, 21–15        | Sieger   |